# Palast von Zakros

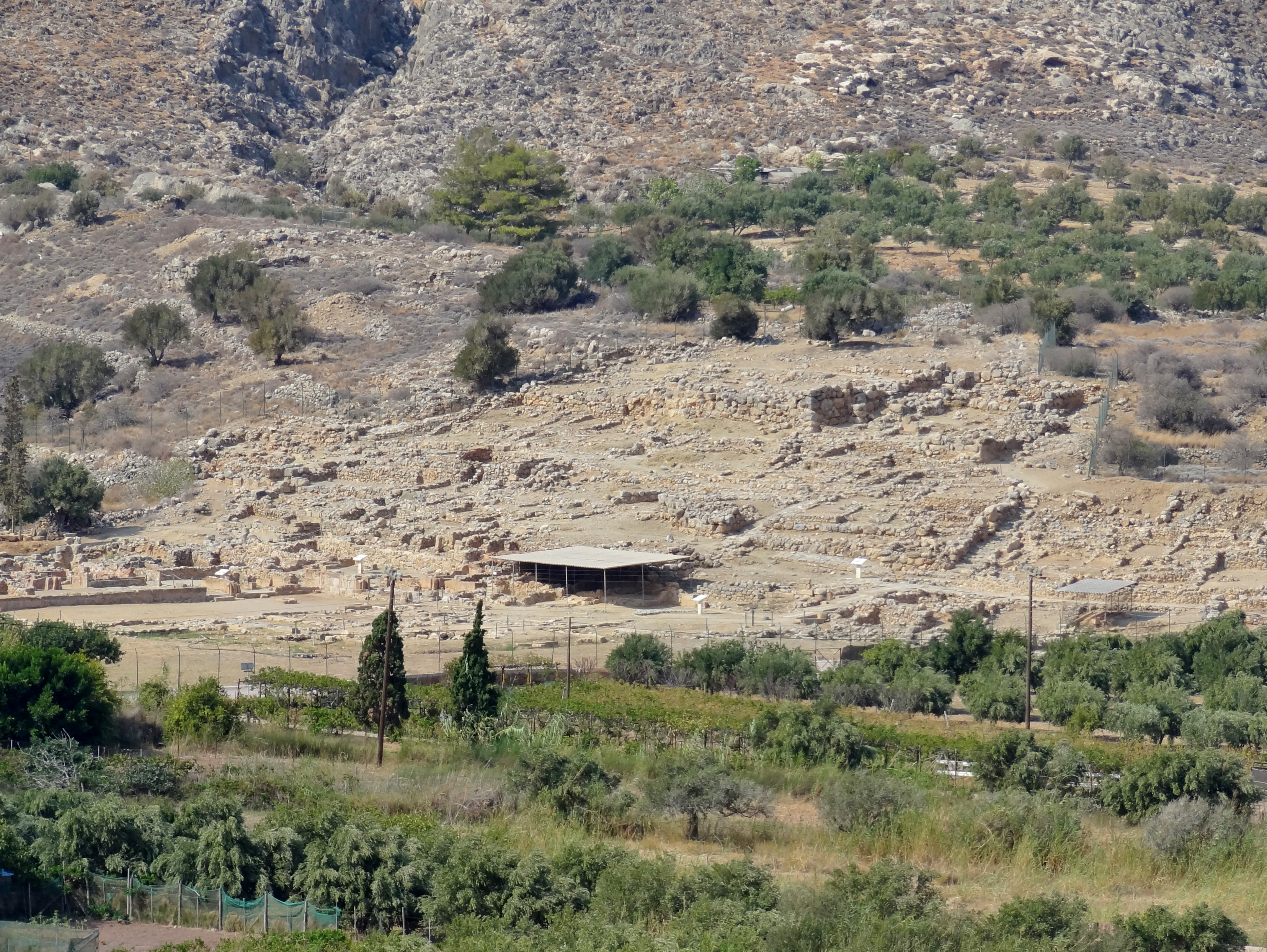
Minoischer Palast

Der Palast von Zakros (neugriechisch Ανάκτορο της Ζάκρου) ist der vierte der großen minoischen Paläste Kretas und liegt im äußersten Osten der Insel bei Kato Zakros (Κάτω Ζάκρος) direkt am Meer. Der ursprüngliche Name der Stätte könnte Dikta gelautet haben.

## Geschichte
Die Entdeckung des vierten minoischen Palastes nach Knossos, Phaistos und Mallia war reiner Zufall. Ein Bauer aus dem vier Kilometer entfernten Bergdorf Zakros, der in der fruchtbaren kleinen Ebene am Strand seine Felder hatte, stieß beim Pflügen immer wieder auf zahlreiche große und exakt behauene Quader sowie Fragmente von Vasen. Als die Ausgrabungen im Jahre 1961 begannen, glaubte man zunächst eine minoische Handelsstadt wie Roussolakkos bei Palekastro gefunden zu haben. Als jedoch die Ausgrabungen intensiviert wurden, stieß man auf einen vierten minoischen Palast der, im Gegensatz zu den bisherigen, weitestgehend unversehrt und nicht geplündert war.

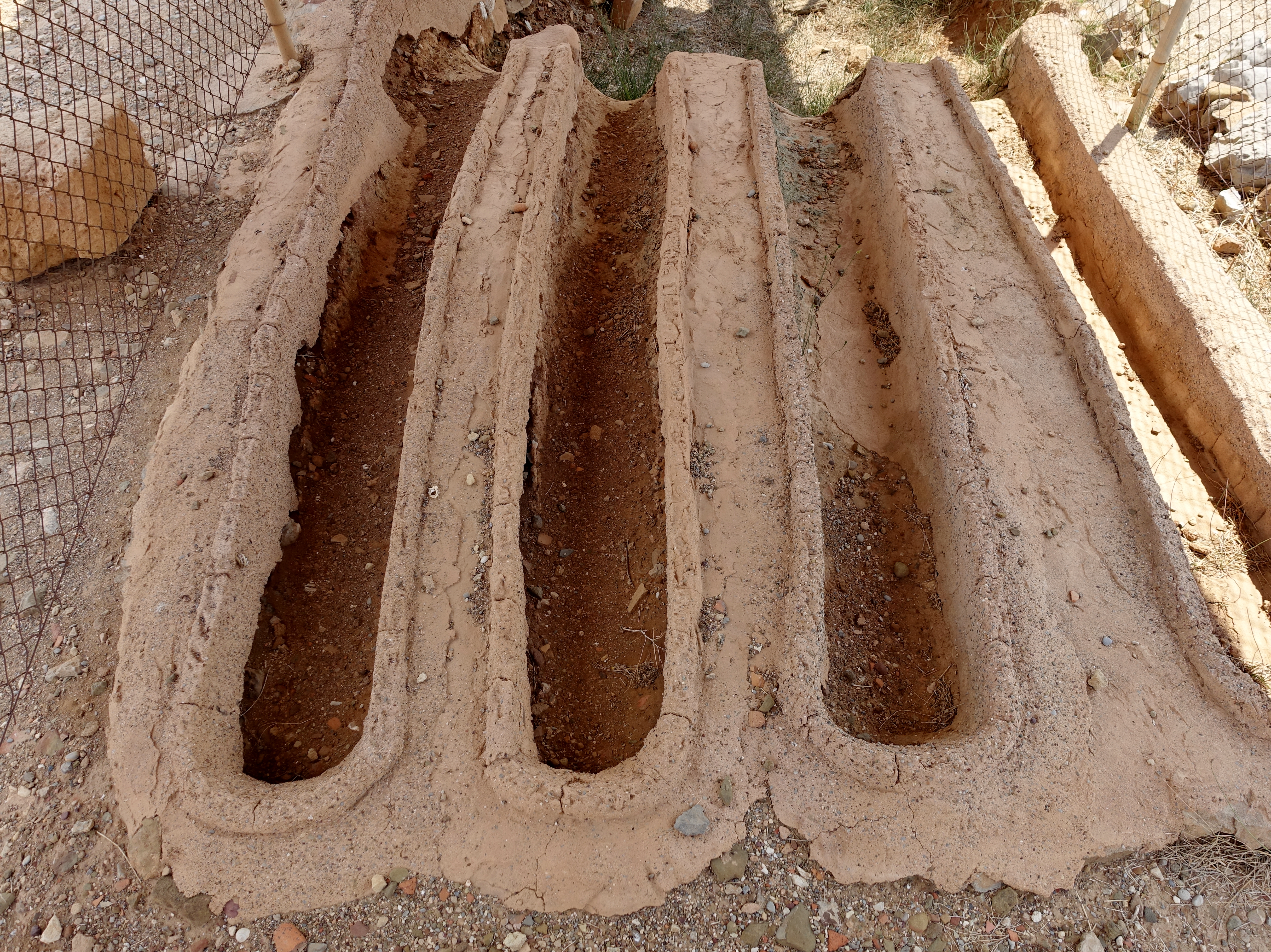
Dieser 1961 von Nikolaos Platon ausgegrabene Metall-Schmelzofen in Kato Zakros gilt als der älteste bisher gefundene. Durch Kanäle wurde die Luftzufuhr zum Ofen gesteuert, in dem Erze und Holzkohle aufgestapelt waren. Die flüssige Bronze konnte durch ein Ausgussloch abfließen.

In den umliegenden Häusern, die nicht direkt zum Palast gehörten, fand man zahllose Tongefäße und  Vasen aus Kristall. Die Funde sind im Archäologischen Museum von Iraklio und im Museum von Sitia ausgestellt.

## Umgebung
Westwärts von Kato Zakros zieht sich eine Schlucht durch das Bergland in Richtung Zakros (entspricht dem letzten Abschnitt des Europäischen Fernwanderwegs E4 auf Kreta). Die Höhlen in den Felswänden der Schlucht wurden in minoischer Zeit für Bestattungen benutzt. Aufgrund der vielen  menschlichen Überreste erhielt die Schlucht den Namen „Schlucht der Toten“ (Φαράγγι Νεκρών).